# Sydney (Nové Skotsko)
Sydney je bývalé město v Novém Skotsku v Kanadě. Nachází se na východním pobřeží ostrova Cape Breton.

## Dějiny
Bylo založeno v roce 1785 Brity, v roce 1904 se stalo městem a v roce 1995 bylo začleněno do obce Cape Breton Regional Municipality. Až do roku 1820 bylo hlavním městem kolonie Cape Breton než byla tato sloučena s Novým Skotskem a hlavní město bylo přesunuto do Halifaxu. Na přelomu 20. století se ve městě nacházela jedna z hlavních oceláren v Severní Americe a s tím souvisel rychlý růst populace. Během 1. i 2. světové války sloužilo jako vyčkávací prostor pro anglické konvoje lodí. V poválečném období počet zaměstnanců oceláren klesal a nepomohlo ani jejich znárodnění v roce 1967. Nakonec byly zavřeny v roce 2001 a hlavním zdrojem obživy se stala telefonická zákaznická podpora a turistika.